# Leslie Watson
Leslie Watson (1938 ) es un botánico inglés, desarrollando su actividad científica en Kew Gardens, y académicamente en el Departamento de Botánica, de la Universidad de Mánchester (1956-1962), y en el Departamento de Botánica, de la Universidad de Southampton (1962-1969). 1969-1994, trabajó en la "Unidad de Taxonomía", Research School of Biological Sciences, The Australian National University de Canberra, Australia.

## Algunas publicaciones
- 1962. The Taxonomic Significance of Stomatal Distribution and Morphology in Epacridaceae. New Phytologist 61 ( 1 ): 36-40
- 1964. Some Remarkable Inflorescences in the Ericales and Their Taxonomic Significance. Annals of Botany 28: 311-318
- hock-hin Yeoh, yeow-chin Wee, leslie Watson. 1984. Systematic variation in leaf amino acid compositions of leguminous plants. Phytochemistry 23 ( 10 ): 2227-2229
- ----, ----, ----. 1986. Taxonomic variation in total leaf protein amino acid compositions of monocotyledonous plants. Biochemical Systematics and Ecology 14 ( 1 ): 91-96
- jeremy j. Bruhl, leslie Watson, michael j. Dallwitz. 1992. Genera of Cyperaceae: Interactive Identification and Information Retrieval. Taxon 41 ( 2): 225-234
- an van den Borre, leslie Watson. 1997. On the Classification of the Chloridoideae (Poaceae). Australian Systematic Botany 10 ( 4 ): 491-531[1]

### Libros
- leslie Watson, michael j. Dallwitz. 1992. The Families of Flowering Plants: Descriptions, Illustrations, Identification, and Information Retrieval. Versión: 14 de diciembre de 2000[2]
- ----, ----. 1994. The Grass Genera of the World (Cabi Cabi). 1.088 pp. Ed. CABI; ed. revisada, 2 de enero de 1994) ISBN 0-85198-802-4

### Como editor
- Plant Viruses Online Descriptions and Lists from the VIDE Database. Editores: alan Brunt , karen Crabtree , michael j. Dallwitz , adrian Gibbs , leslie Watson, eric Zurcher. Horticulture Research International, Wellesbourne, RU, & Imperial College of Science, Technology and Medicine, Universidad de Londres; Research School of Biological Sciences , Institute of Advanced Studies , Australian National University , Canberra, Australia. CSIRO Division of Entomology , Canberra, Australia.

## Honores

### Epónimos
- (Poaceae) Dallwatsonia B.K.Simon,[3] también honra al botánico Michael J.Dallwitz

- La abreviatura «L.Watson» se emplea para indicar a Leslie Watson como autoridad en la descripción y clasificación científica de los vegetales.[4]